# Francine Descarries
Ne doit pas être confondu avec Francine Descartes.
Francine Descarries est une sociologue, professeure de sociologie à l'Université du Québec à Montréal. Figure de proue des études féministes au Québec, elle a contribué à institutionnaliser l'étude des femmes et du féminisme dans le milieu universitaire québécois.

## Biographie
Francine Descarries entame ses études supérieures à l'âge de 27 ans. Son parcours académique débute au Cégep Édouard-Montpetit, se poursuit à l'Université de Montréal, où elle dépose un mémoire consacré à la division sexuelle en milieu scolaire et professionnel, puis une thèse de doctorat  en sociologie de la science en 1985. La même année, elle devient professeure régulière à l'Université du Québec à Montréal (UQAM). Elle est depuis 2011 directrice scientifique du Réseau québécois en études féministes

## Activités scientifiques
Auteure, au début des années 1980, d’un des premiers ouvrages québécois sur la reproduction sociale des sexes, Les cols roses et l’école rose, ses travaux de recherche portent sur les théories féministes, l’évolution du discours et des pratiques du mouvement des femmes québécois, de même que sur des questions relatives à la famille, au travail des femmes et à la reproduction de la division sociale des sexes. Elle contribue à mettre sur pied le premier cours sur la condition des femmes dans une université québécoise francophone à l'Université de Montréal, en 1978. Œuvrant depuis toujours en faveur de la légitimité scientifique et d'une plus grande présence de la recherche féministe dans le milieu universitaire, elle estime néanmoins, en 2004, dans la foulée d'une université féministe d'été tenue à l'Université Laval, que les études féministes demeurent encore aujourd'hui dans une position institutionnelle précaire:« Peu de nos travaux ont réussi à contaminer les pensées du "mainstream" et pourtant la survie des études féministes et leur efficacité intellectuelle et sociale dans l’avenir en dépendent ».
En 2003, interrogée par le quotidien montréalais La Presse, elle affirme que le plus grand échec du mouvement féministe est « l'impossibilité de s'extraire de l'idéologie de séduction et de l'objectivisation du corps des femmes ».
Ses recherches sont largement influencées par le féminisme matérialiste français, notamment par les travaux de Christine Delphy, Colette Guillaumin et Nicole-Claude Mathieu.
Elle est directrice du comité scientifique du septième congrès international des recherches féministes en francophonie, qui a lieu à Montréal en 2015.

## Distinctions
- 2019 : Prix Marie-Andrée Bertrand, prix du Québec reconnaissant des innovations sociales remarquables
- 2012 : Prix Ursula Franklin pour l'étude du genre de la Société Royale du Canada[9].
- 2011 : Prix d'excellence en recherche et création, volet carrière, de l'Université du Québec[10].